# بگعان
بگعان، روستایی از توابع بخش هویزه شهرستان دشت آزادگان در استان خوزستان ایران است.

## جمعیت
این روستا در دهستان بنی‌صالح قرار دارد و براساس سرشماری مرکز آمار ایران در سال ۱۳۸۵، جمعیت آن ۱۱۴ نفر (۱۵خانوار) بوده‌است.